# Eosentomon convexoculi
Eosentomon convexoculi är en urinsektsart som beskrevs av Chao och Chen 1996. Eosentomon convexoculi ingår i släktet Eosentomon och familjen trakétrevfotingar. Inga underarter finns listade i Catalogue of Life.